# Silver Falls State Park
Der Silver Falls State Park ist mit über 36 km² der größte State Park im US-Bundesstaat Oregon. Er liegt 42 km östlich von Salem im Marion County.

## Lage
Der State Park liegt auf einer Höhe von 300 bis 670 m am Fuße der Cascade Mountains. Durch den Park fließen der North Fork und der South Fork des Silver Creek, der Zusammenfluss der beiden Flussarme liegt im Nordwesten des Parks. Die beiden Flussarme fließen jeweils durch eine Schlucht mit insgesamt zehn größeren Wasserfällen.   
| Name               | Höhe |
| ------------------ | ---- |
| South Falls        | 60 m |
| Lower South Falls  | 30 m |
| Middle North Falls | 35 m |
| North Falls        | 45 m |
| Lower North Falls  | 10 m |
| Drake Falls        | 09 m |
| Upper North Falls  | 20 m |
| Double Falls       | 60 m |
| Winter Falls       | 45 m |
| Twin Falls         | 10 m |

## Geologie

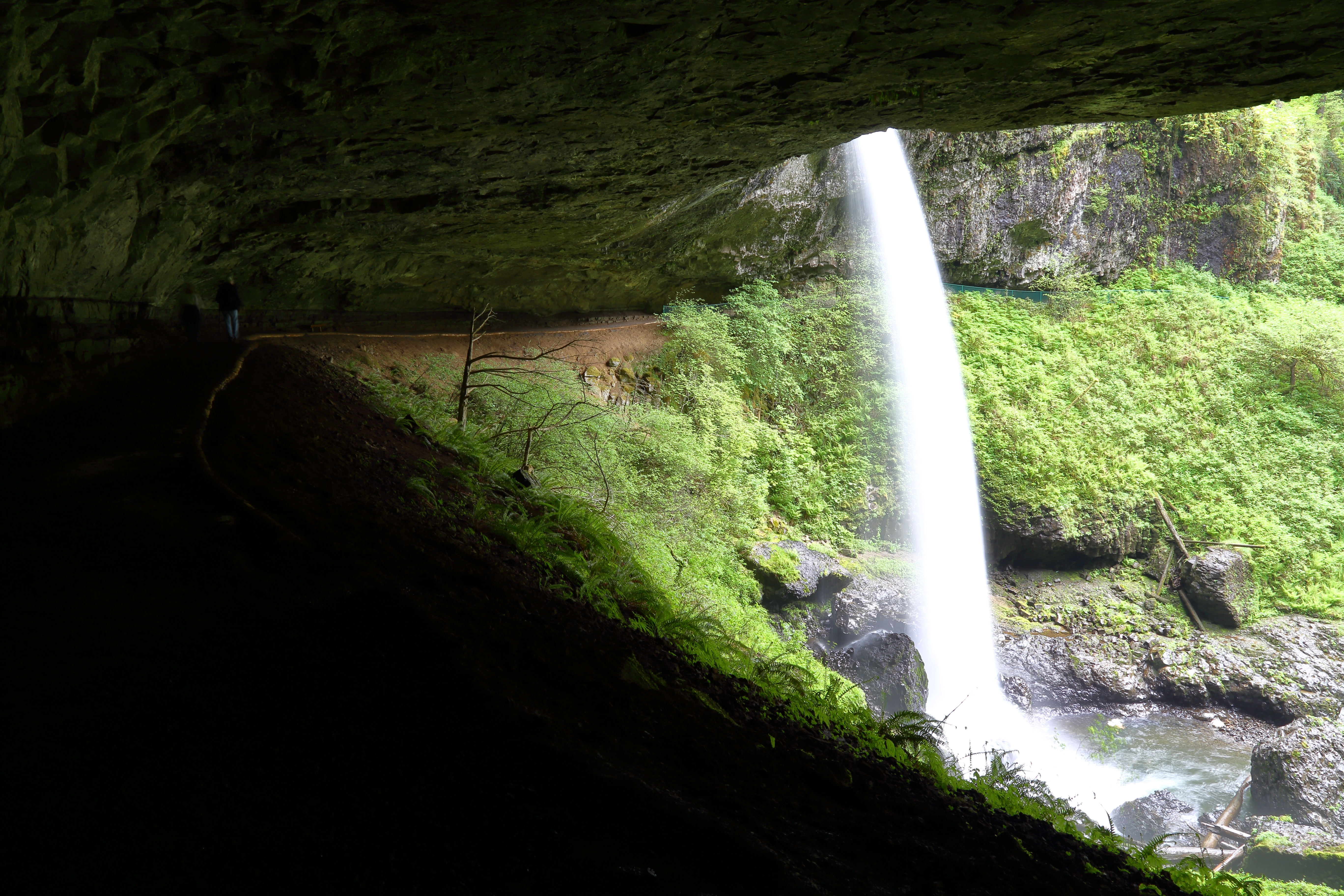
Kaverne hinter den North Falls

Im Miozän entstand im heutigen Nordwesten der USA durch großflächige vulkanische Eruptionen der Columbia-Plateaubasalt. Auch das heutige Gebiet des Parks wurde damals mit Basaltlava überflutet. Dadurch entstanden auf dem weichen Sandstein, der hier das Grundgestein bildet, Schichten harten Basalts. 
Die Wasserläufe erodierten in der Folge das weiche Grundgestein und gruben tiefe Schluchten hinein, während die Basaltschichten nur langsam abgetragen wurden. Dadurch entstanden Geländestufen, an denen das Wasser über die Basaltschichten in die Schluchten stürzt.
Durch die erheblichen Unterschiede in der Härte von Grund- und Deckgestein entstanden im Bereich der Wasserfälle Hohlräume unter den (dann überhängenden) Basaltplatten. Diese Kavernen, die teilweise künstlich erweitert wurden, gestatten es bei einigen Fällen (speziell South Falls und North Falls), hinter dem fallenden Wasser hindurchzugehen.
Im Bereich der Wasserfälle lassen sich auch sogenannte Baumkamine (engl. tree chimneys) beobachten. Es handelt sich dabei um Hohlräume, die durch den Einschluss von Baumstämmen in der Lava und anschließende Verwitterung entstanden sind.

## Geschichte
Das Parkgebiet wurde ursprünglich von Indianern der Kalapuyan besiedelt, die im 19. Jahrhundert in die Grand Ronde Reservation umsiedeln mussten. Die Kalapuyans nutzten das Gelände als Jagdgebiet, aber auch für spirituelle und kulturelle Zwecke. 
Im 19. Jahrhundert wurde das Gelände von weißen Siedlern großteils gerodet. Durch die Holzwirtschaft entstand ab 1888 bei den South Falls eine kleine Ansiedlung namens Silver Falls City, die aber bereits zu Beginn der 1930er Jahre wieder verlassen war. In den 1920er Jahren wurden die South Falls von ihrem Besitzer kommerziell vermarktet. Für die Besichtigung wurde ein Eintrittsgeld erhoben, und in spektakulären Aktionen wurden alte Autos über die Fälle gestürzt. Ein Draufgänger namens Al Faussett soll sogar in einem speziell ausgerüsteten Kanu die Fälle hinuntergestürzt sein. Der State Park wurde vor allem auf Initiative des Fotografen June Drake aus Silverton gegründet, im März 1931 erwarb Drake die ersten 36 ha Grundbesitz an den South Falls und übertrug sie anschließend dem Staat. Am 23. Juli 1933 wurde der Park offiziell gegründet. 1935 wies die US-Regierung den Park als Recreational Demonstration Area aus, eines von nur zwei dieser Gebiete an der Westküste der USA. In den Folgejahren wurde das Gebiet durch Ankäufe und Schenkungen von infolge Rodung und Waldbränden wenig genutzten Land erweitert. Noch im Jahre 2006 wurde das Parkgebiet um weitere 147 ha auf heute 3665 ha vergrößert.
Durch die Ausweisung zur Recreation Demonstration Area übernahm der National Park Service die Zuständigkeit für den Park, und das Civilian Conservation Corps wurde beauftragt, das Parkgebiet weiter auszubauen. Das Civilian Conservation Corps errichtete ein Lager im Park, und die über 200 Arbeiter errichteten nach den Gestaltungsvorgaben des National Park Service viele der heute noch vorhandenen Gebäude, Wege und andere Einrichtungen und pflanzten über eine Million Bäume. 1947 wurde der Park wieder an den Staat Oregon übergeben. Seit 1986 engagieren sich die Friends of Silver Falls ehrenamtlich um den Erhalt und den Ausbau des State Parks. Sie betreiben den Laden in der historischen South Falls Lodge und erforschen die Geschichte des State Parks. Nach Angaben der Friends of Silver Falls besuchen fast eine Million Gäste jährlich den Park. 
Die Silver Falls Lodge ist seit 1983, die Silver Creek Youth Camp seit 2002 im National Register of Historic Places eingetragen.

## Flora und Fauna
Durch die Aufforstung in den 1930er Jahren ist der Park heute wieder bewaldet. Der Park liegt in einem gemäßigten Regenwald mit teilweise noch altem Bestand an Douglasien, Westamerikanischen Hemlocktannen und Riesen-Lebensbäumen. Im Park leben zahlreiche Tierarten wie Schwarzbären, Pumas, Biber, Graufuchs, Fischotter, Maultierhirsche, oder Wapitis.

## Aktivitäten
Der Park verfügt über einen großen Campingplatz. Tagestouristen kommen vor allem zum South Fall, wo es Picknickplätze und kurze Spazierwege zum South Fall gibt. Hier liegt auch die South Falls Lodge, die 1940 vom Civilian Conservation Corps in Handarbeit mit im Park verfügbaren Steinen und Hölzern gebaut wurde. Von 1946 bis zum Ende der 1950er Jahre diente sie als Restaurant. 1978 wurde sie restauriert und dient heute als Besucherinformationszentrum.
Im Sommer kann man auch im Silver Creek baden. Der Park verfügt über insgesamt 40 km Wanderwege, 22 km Reitwege und einen 6 km langen asphaltierten Radkurs. Der bekannteste Wanderweg ist der Canyon Trail, auch Trail of Ten Falls  genannt, ein 14 km langer National Recreation Trail, der  entlang des Südarms und weiter zum Nordarm des Silver Creek mit  seinen insgesamt zehn Wasserfällen führt. Vier der Fälle sind begehbar, das heißt, man kann hinter dem Wasserfall entlanggehen.

## Trivia
Der Park diente mehrfach als Filmkulisse, z. B. für die Horrorfilme Vor Morgengrauen und Das Andere, sowie für Die Stunde des Jägers.